# Bythograea thermydron
Espèce
Bythograea thermydron est une espèce de crabes de la famille des Bythograeidae.

## Systématique
L'espèce Bythograea thermydron a été décrite en 1980 par le carcinologiste américain Austin Beatty Williams (d) (1919–1999),.

## Description
La plupart des mâles observés ne possèdent pas ou peu de soies sur les faces internes des deux chélipèdes contrairement aux femelles qui en possèdent sur la face interne. Une fois fixés, les individus se décolorent, ce qui peut laisser apparaitre des marbrures. Les mâles sont plus gros que les femelles, mesurant en moyenne 33,1 x 59,4 mm contre 30,7 x 57,7 mm pour les femelles.[réf. nécessaire]

## Distribution
Bythograea thermydron se rencontre dans l'océan Pacifique tropical, à des profondeurs comprises entre 2 450 et 2 752 m.

## Identification
Le critère permettant de différencier Bythograea thermydron de Bythogreae laubieri se situe au niveau des pattes ambulatoires qui sont nettement plus minces et allongées chez le premier.[réf. nécessaire]

## Publication originale
- (en) Austin B. Williams, « A New Crab Family from the Vicinity of Submarine Thermal Vents on the Galapagos Rift (Crustacea: Decapoda: Brachyura », Proceedings of the Biological Society of Washington, Washington, Biological Society of Washington (d), vol. 93,‎ 1980, p. 443–472 (ISSN 0006-324X et 1943-6327, OCLC 1536434).